# Ибрим
Ибрим (на иврит: עברים/עבריים) е етноним, използван в Еврейската Библия. Обикновено с него се обозначават израилтяните от времето преди Царството, когато те водят номадски живот, но в някои случаи името се използва в по-широк смисъл, включвайки финикийците или други групи, като шасу от навечерието на Бронзовия колапс.
Етимологията на името „ибрим“ не е изяснена. Някои автори го свързват със староеврейския глагол иври („пресичам“, „преминавам“) и с преминаването на Авраамовите потомци през Ефрат във връзка с Вавилонския плен.